# Manuel de Cañas-Trujillo y Sánchez
Manuel de Cañas-Trujillo y Sánchez de Madrid (El Puerto de Santa María 1777 - Madrid 1850) fue un marino español que participó en la toma de Tolón. 

## Biografía
Comandante general de la Carraca en 1830. En 1836 fue nombrado comandante general del departamento de Cartagena. La Junta Revolucionaria le nombró más tarde comandante general de las fuerzas navales de la costa cantábrica, con posterior ascenso a jefe de escuadra. En 1837 fue ministro de Marina, Comercio y Ultramar. En 1848 fue designado senador del Reino.